# 1847 год в литературе

## События
- В журнале «Современник» впервые публикуется перевод новеллы Проспера Мериме «Двойная ошибка» (написана в 1833).
- В. Г. Белинский пишет знаменитое открытое письмо Н. В. Гоголю.

## Книги
- «Агнес Грей» — роман Энн Бронте.
- «Бретёр» — рассказ Ивана Тургенева.
- «Выбранные места из переписки с друзьями» — публицистический сборник Николая Гоголя.
- «Где тонко, там и рвётся» — пьеса Ивана Тургенева.
- «Грозовой перевал» — единственный роман Эмили Бронте.
- «Джейн Эйр» — роман Шарлотты Бронте.
- «Доктор Крупов» — повесть Александра Герцена.
- «Модные петербургские лечения» — пьеса Владимира Соллогуба.
- «Обыкновенная история» — роман Ивана Гончарова.
- «Ому» (Omoo) — роман Германа Мелвилла.
- «Похождения нового Дон-Жуана» — роман в стихах Николая Кроля.
- «Простой случай» — повесть Юлии Жадовской.
- «Роман в девяти письмах» — опубликован рассказ Фёдора Достоевского, созданный в 1845 году.
- «Семейная картина» («Картина семейного счастья») — первая пьеса Александра Островского.
- «Сорок пять» (Les Quarante-Cinq) — роман Александра Дюма-отца.
- «Хозяйка» — произведение Фёдора Достоевского.
- «История Гаити» — труд Томаса Мадиу.

## Родились
- 15 января — Адольфу Коэльо, португальский писатель (умер в 1919).
- 7 апреля — Енс Петер Якобсен, датский писатель (умер в 1885).
- 10 апреля — Джозеф Пулитцер (Joseph Pulitzer), американский издатель и журналист (умер в 1911).
- 16 мая — Иван Владимирович Цветаев, российский историк, археолог, филолог и искусствовед, создатель и первый директор Музея изящных искусств в Москве (ныне Музей изобразительных искусств имени А. С. Пушкина) (умер в 1913).
- 15 июня – Винсент Кьяваччи, австрийский писатель  (умер в 1916).
- 16 июня — Поль Алексис, французский писатель, драматург (умер в 1901).
- 18 июня — Антон Бальцар, чешский писатель (умер в 1888).
- 20 августа — Болеслав Прус (настоящее имя и фамилия Александр Гловацкий, Bolesław Prus), польский писатель (умер в 1912).
- 29 августа — Кристоф Мориц фон Эгиди, немецкий писатель (умер в 1898).
- 4 октября — Луи Анри Буссенар, французский писатель, автор приключенческой литературы (умер в 1910).
- 10 ноября — Франьо Цираки, хорватский писатель, поэт, переводчик (умер в 1912).

## Умерли
- 7 января – Шарль-Мари Салаберри, французский писатель.
- 29 мая —  Антоний Болеслав Глебович, польский публицист, переводчик и издатель (род. 1801).
- 26 декабря/8 января — Николай Михайлович Языков, русский поэт (родился в 1803).
- 23 августа — Ян Чечот, польский поэт и белорусский фольклорист (родился в 1796).